# Maison d'Albert de Luynes
Pour les articles homonymes, voir d'Albert.
La maison d'Albert, puis d'Albert de Luynes, anciennement Albert, est une famille subsistante de la noblesse française, originaire du Comtat Venaissin.
Elevée au rang ducal en 1619, elle compte parmi ses membres un connétable de France, deux maréchaux de France, un mémorialiste, des gouverneurs, des prélats, un député et trois généraux.

## Histoire
Sur l'histoire de la maison d'Albert de Luynes nous trouvons différentes informations :
En 1834 une source a publié les Historiettes de Tallemant Des Réaux. Mémoires pour servir à l’histoire du XVIIe siècle, écrites par cet écrivain, gazetier et mémorialiste du XVIIe siècle, où il est notamment fait mention des origines du connétable de Luynes (Charles d'Albert, 1578-1621). Ces écrits disent s'appuyer sur l'opinion commune d'alors et que des détails analogues se trouvent dans les Mémoires du cardinal de Richelieu. Ils rapportent que le connétable de Luynes était considéré par l'opinion commune et celle des contemporains comme un fort petit gentilhomme, et que Louis Moréri démentit les origines nobles italiennes que prétendaient sa famille. Ils rapportent également que la famille du connétable était alors tenue pour être issue d'un chanoine nommé Aubert venant d'une petite ville du Comtat Venaissin. Ce chanoine eut un fils bâtard appelé le capitaine Luynes, « à cause peut-être de quelques chaumières qui se nommoit ainsi », et qui signait d'Albert. Le cardinal de Richelieu écrit que ce chanoine s'appelait en réalité Guillaume Ségur et sa concubine Aubert ou Albert. Le capitaine Luynes eut un fils qui fut page de la chambre du roi puis gentilhomme ordinaire de sa chambre, il s'attacha au roi, devint son favori et fut connétable de France. Il avait deux frères, l'un appelé Brante et l'autre Cadenet qui portait une moustache que l'on appela depuis une cadenette. Cadenet, fut Honoré d'Albert, duc de Chaulnes (1581-1649), maréchal de France. 
Au XXe siècle, Gustave Chaix d'Est-Ange (1903) écrit que l'origine de la maison d'Albert est difficile à démêler et qu'elle est l'objet de controverses. Elle paraît, par son blason, d'or au lion couronné de gueules, se rattacher à une famille Albert, de noblesse chevaleresque du comté de Nice, qui portait au Moyen Âge ces mêmes armoiries, et qui parait s'être éteinte au cours du siècle suivant. Cet auteur ajoute que la plupart des généalogistes ont rattaché la maison d'Albert à une famille Alberti, éteinte en 1837, qui appartenait à la noblesse florentine. En 1397 un décret d'exil chassa de Florence la famille Alberti. Un document de 1409 constate qu'à cette dernière date un de ses membres, Thomas, était fixé à Avignon. D'autre part quand, le connétable de Luynes fut reçu chevalier des ordres du roi, il prouva sa noblesse depuis un Thomas Alberti qui fut nommé le 13 février 1413 aux fonctions, du reste assez modestes, de viguier royal de la petite ville de Pont-Saint-Esprit, près d'Avignon. D'après les généalogistes de la maison d'Albert de Luynes, ces deux Thomas Alberti n'auraient fait qu'un seul et même personnage dont cette famille serait issue. Chaix d'Est-Ange rapporte les propos d'André Steyert dans l'Armorial du Lyonnais, Forez et Beaujolais qui écrit : « aucun acte ne prouve cette filiation et qu'il y manque un degré pour qu'elle soit vraisemblable. En dehors de ces deux actes (celui de 1397 et celui de 1415), il n'est plus question de Thomas Alberti en France. Il est à croire qu'il rentra à Florence lorsque l'édit d'exil contre sa famille fut rapporté en 1428. ». Enfin il ajoute que la filiation prouvée de la famille d'Albert de Luynes remonte à Thomas Albert, nommé viguier de Pont-Saint-Esprit en 1415, viguier royal de Bagnols-sur-Cèze en 1420, qui acquit en 1434 la seigneurie de Boussargues. Il fut pourvu en 1447 de la charge de bailli d'épée du Vivarais et du Valentinois et mourut le 24 août 1455.
Cette famille a été admise au sein de l'Association d'entraide de la noblesse française le 29 mai 1948.
Elle possèda le château de Dampierre de 1663 à 2018. Elle possède toujours le château de Luynes.

## Titres

### Subsistants
- duc de Luynes  en 1619 par érection de la terre de Maillé près de Tours, sous le nom de Luynes[6], porté par l’aîné de la famille.
- duc de Chevreuse, en 1667 (transféré au comté de Montfort l'Amaury en 1692)[6], traditionnellement porté par l'héritier présomptif du chef de la famille.

### Éteints
- duc de Luxembourg en 1620 éteint en 1697, passé dans la maison de Montmorency[6]
- duc de Chaulnes et de Picquigny en 1621, éteint en 1698, nouvelle érection en 1744 et éteint à nouveau en 1792[7],[2],[6], relevé depuis comme titre de courtoisie. Par contrat privé du 18 juin 1732, la branche des duc de Luynes et de Chevreuse et la branche d'Ailly des ducs de Chaulnes déclarent qu'en cas d'extinction de l'une ou l'autre branche, le fils aîné de la branche subsistante hériterait des duchés de Luynes et de Chevreuse et le fils cadet du duché de Chaulnes[8]. Ces conditions étant incompatibles avec les lois existantes, une dérogation fut soumise à l'approbation du Roi. Des lettres patentes de mars 1733, enregistrées au Parlement les 25 et 27 avril 1733, approuvent simplement les termes du contrat et prévoient que le duché et la pairie de Luynes, le duché de Chevreuse et le comté de Montfort (domaine des Luynes) et le duché et la pairie de Chaulnes, la baronnie de Picquigny avec les seigneuries de Vignacourt et de Flixecourt (alors domaine des Chaulnes), doivent être concernés comme le précise le contrat[8].

En 1869, Paul d'Albert de Luynes (d'une branche non issue des ducs de Chaulnes) relève le titre de duc de de Chaulnes, se référant aux lettres patentes de mars 1733. Depuis, des branches subsistantes de la famille d'Albert de Luynes portent le titre de duc de Chaulnes.
Les auteurs du Dictionnaire de la noblesse française (1975) écrivent « Le titre de duc de Chaulnes et de Picquigny fut relevé en 1869 par Paul d’Albert de Luynes en vertu des lettres patentes de Louis XV de mars 1733, mais il n’y eut pas de confirmation et ce titre n’est donc pas régulier. ».
Philippe du Puy de Clinchamps (Charondas) dans À quel titre? indique que le titre de duc de Chaulnes et de Picquigny est « emprunté par une branche cadette ».
Régis Valette, dans son Catalogue de la noblesse française au XXIe siècle (2007), ne fait figurer que les titres de duc de Luynes (1619) et duc de Chevreuse (1668) pour la famille d'Albert de Luynes.

## Personnalités
- Charles d'Albert (1578-1621), favori de Louis XIII, 1er duc de Luynes (1619), connétable de France.
- Honoré d'Albert d'Ailly (1581-1649), 1er duc de Chaulnes, maréchal de France ;
- Henri Louis d'Albert d'Ailly (1620-1653), 2e duc de Chaulnes, lieutenant-général des armées du roi, commandant en Picardie, lieutenant-général en haute et basse Auvergne ;
- Louis Charles d'Albert (1620-1690), 2e duc de Luynes, fils du connétable, écrivain ascète et ami des Jansénistes.
- Charles d'Albert d'Ailly (1625-1698), 3e duc de Chaulnes, ambassadeur du roi de France, gouverneur de Bretagne ;
- Charles Honoré d'Albert de Luynes (1646-1712), 3e duc de Luynes, général, gouverneur de Guyenne ;
- Honoré-Charles d'Albert de Luynes (1669-1704), 3e duc de Chevreuse, seigneurie de Chevreuse ;
- Jeanne-Baptiste d'Albert de Luynes (1670-1736), comtesse de Verrue, mécène, bibliophile et collectionneuse.
- Louis Auguste d'Albert d'Ailly (1676-1744), 4e duc de Chaulnes, maréchal de France ;
- Charles-Philippe d'Albert de Luynes (1695-1758), 4e duc de Luynes, mémorialiste de la cour de Louis XV ;
- Paul d'Albert de Luynes (1703-1788), cardinal et archevêque de Sens, aumônier de Mme la Dauphine, également astronome et physicien.
- Michel Ferdinand d'Albert d'Ailly (1714-1769), 5e duc de Chaulnes, général, astronome et physicien.
- Marie Charles Louis d'Albert de Luynes (1717-1771), 5e duc de Luynes, général, gouverneur de Paris ;
- Marie Joseph Louis d'Albert d'Ailly (1741-1792), 6e duc de Chaulnes, chimiste.
- Louis Joseph Charles Amable d'Albert de Luynes (1748-1807), 6e duc de Luynes, général, député aux États-généraux de 1789, sénateur de l'Empire ;
- Charles Paul d'Albert de Luynes (1783-1839), 7e duc de Luynes, Pair de France sous la Restauration ;
- Honoré Théodoric d'Albert de Luynes (1802-1867), 8e duc de Luynes et de Chevreuse, conseiller général, député, numismate.

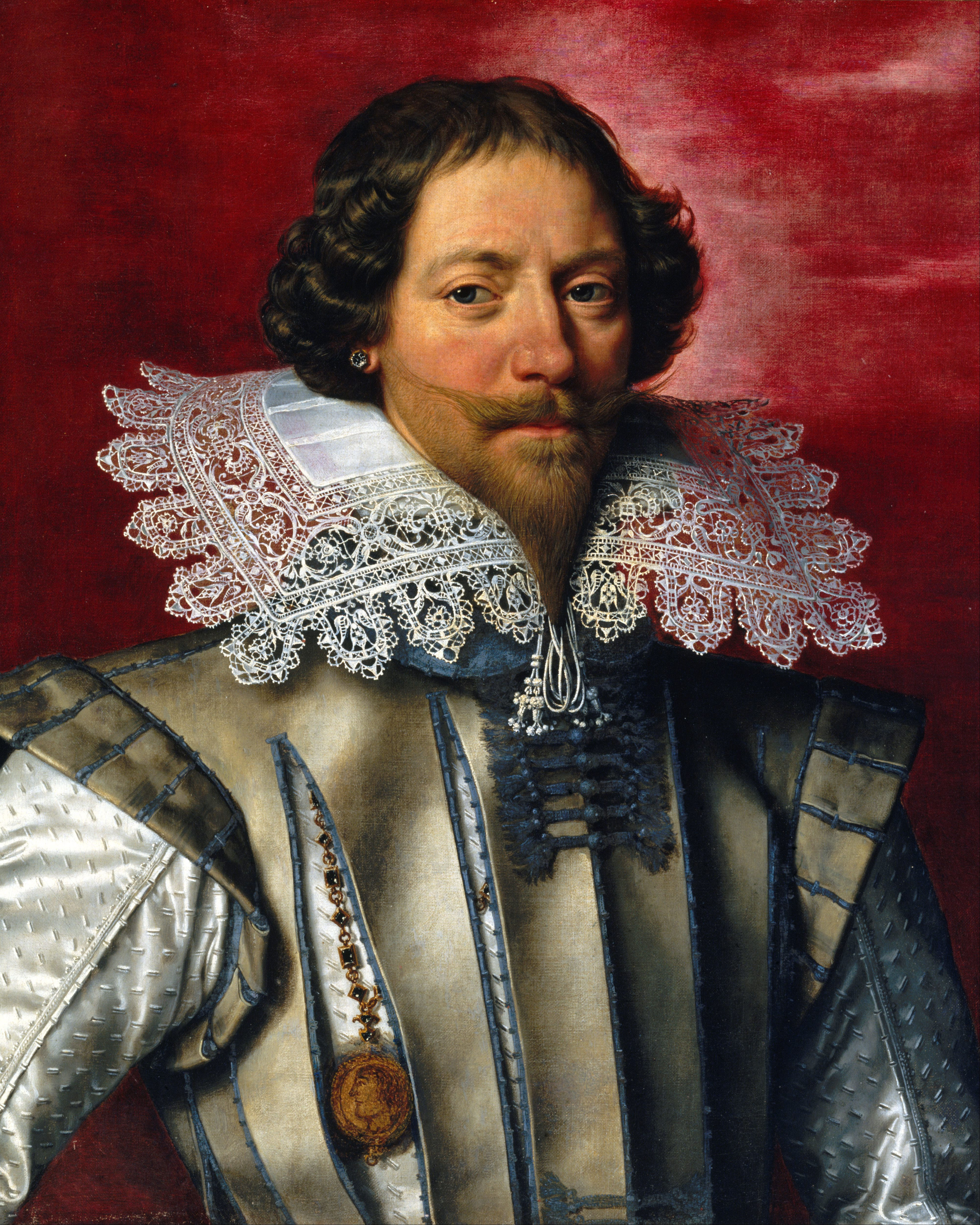
Charles d'Albert
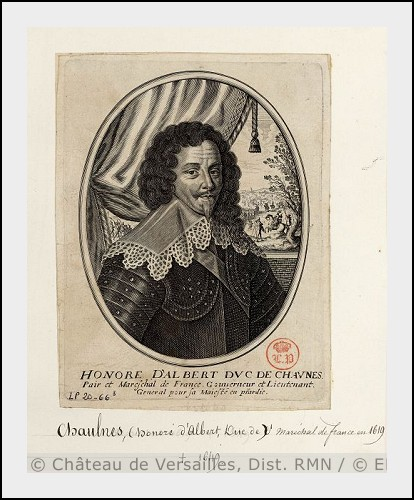
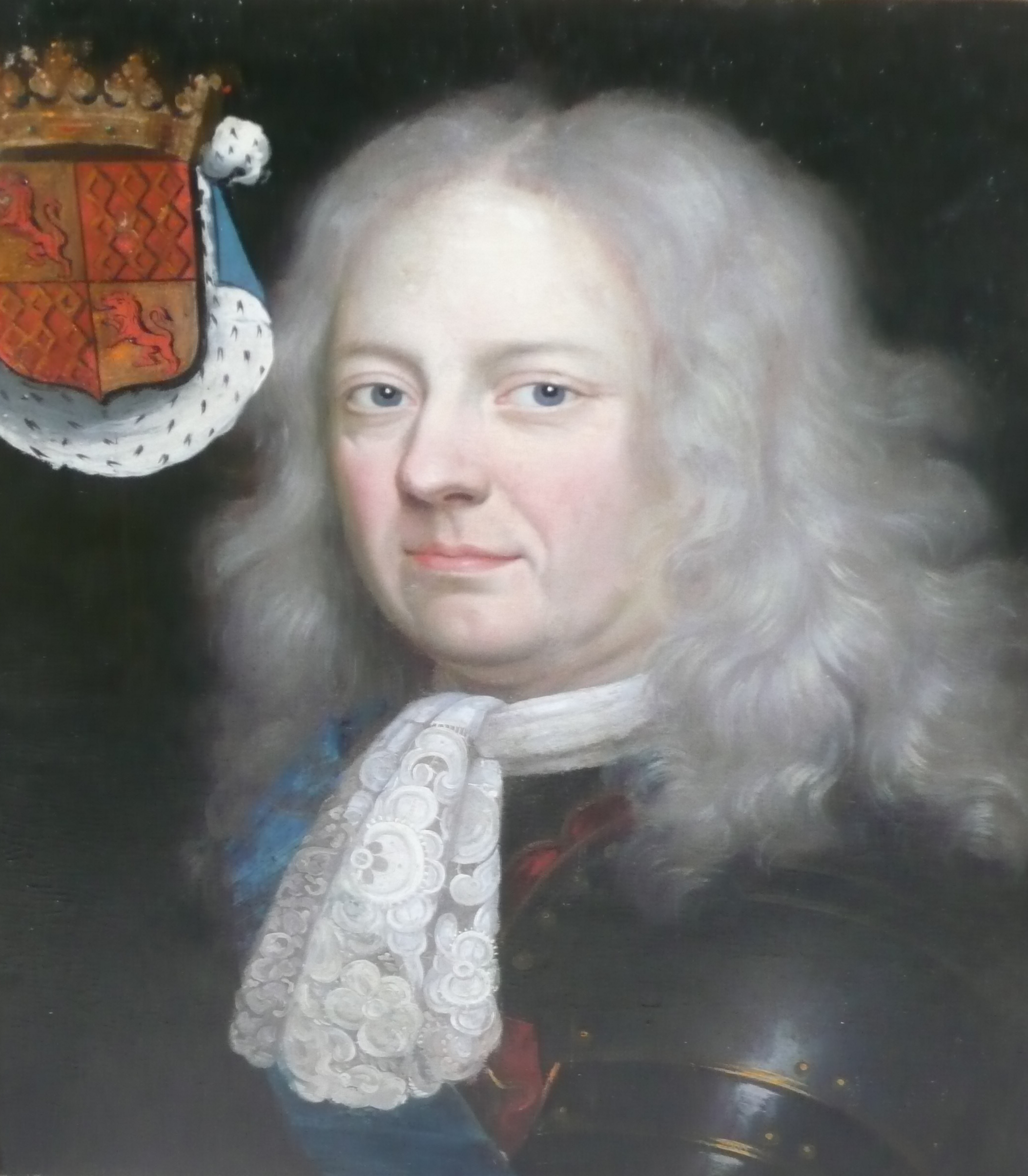
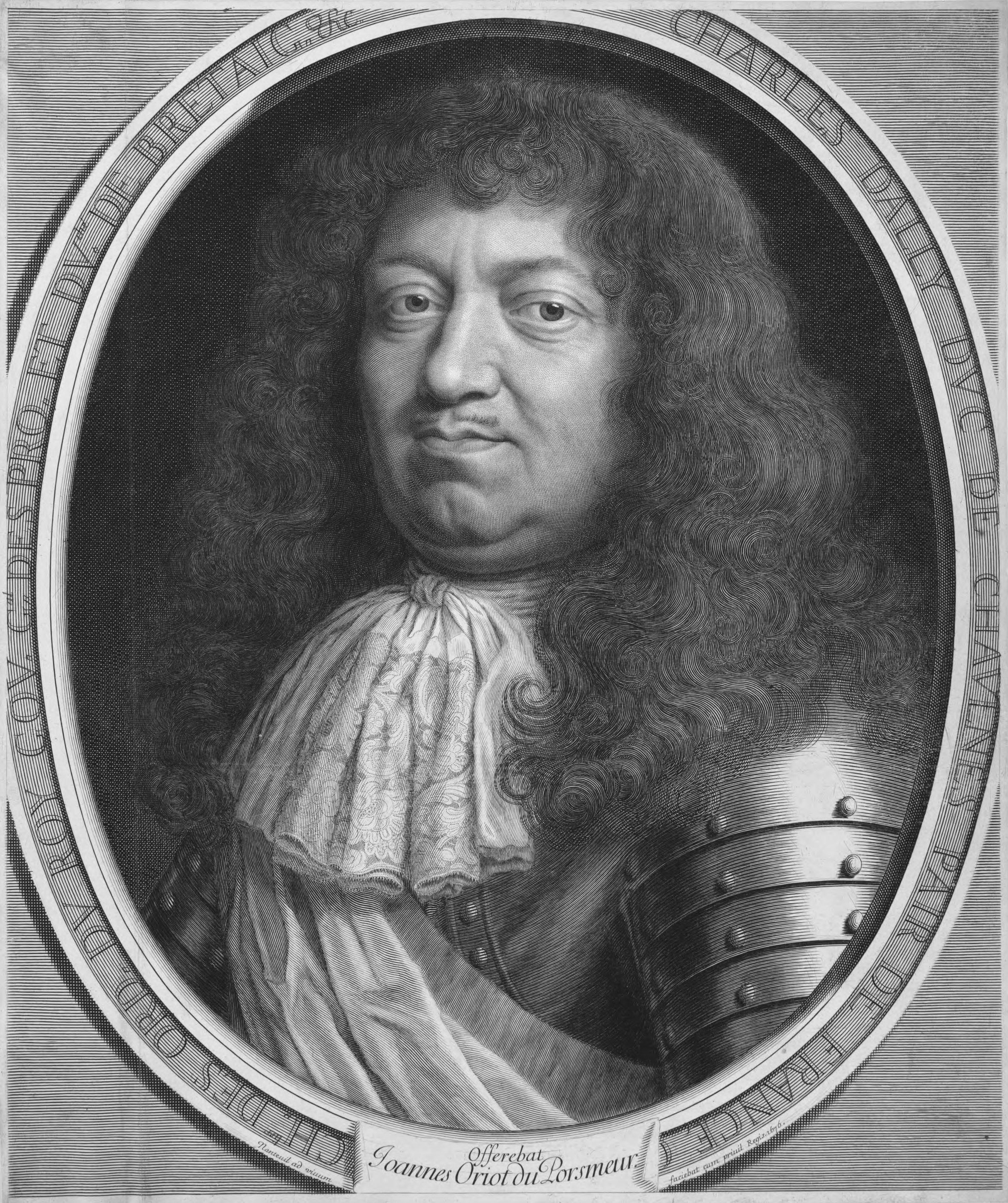
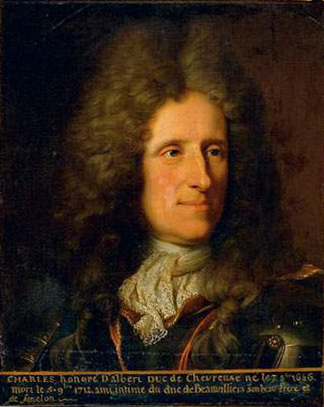
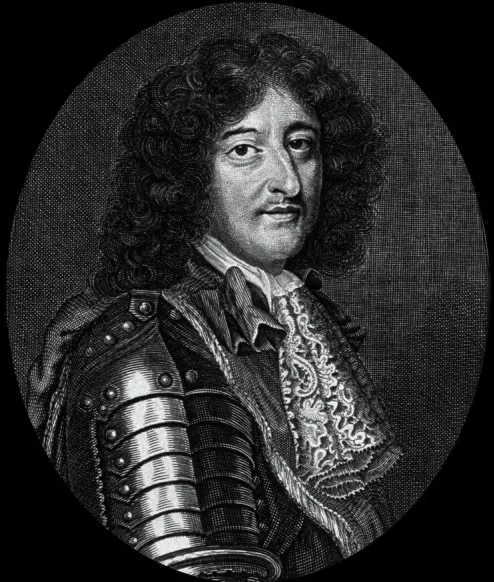
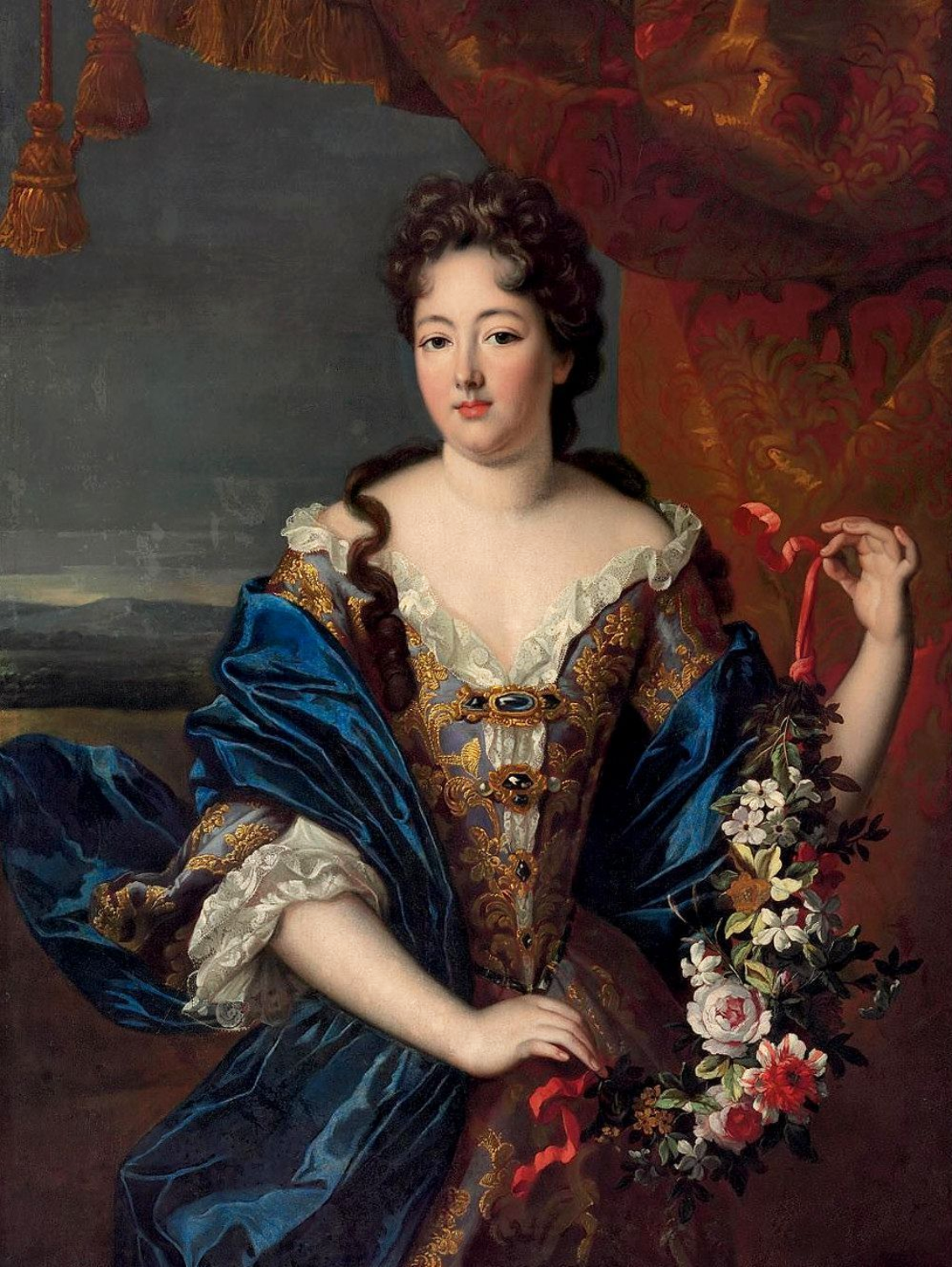
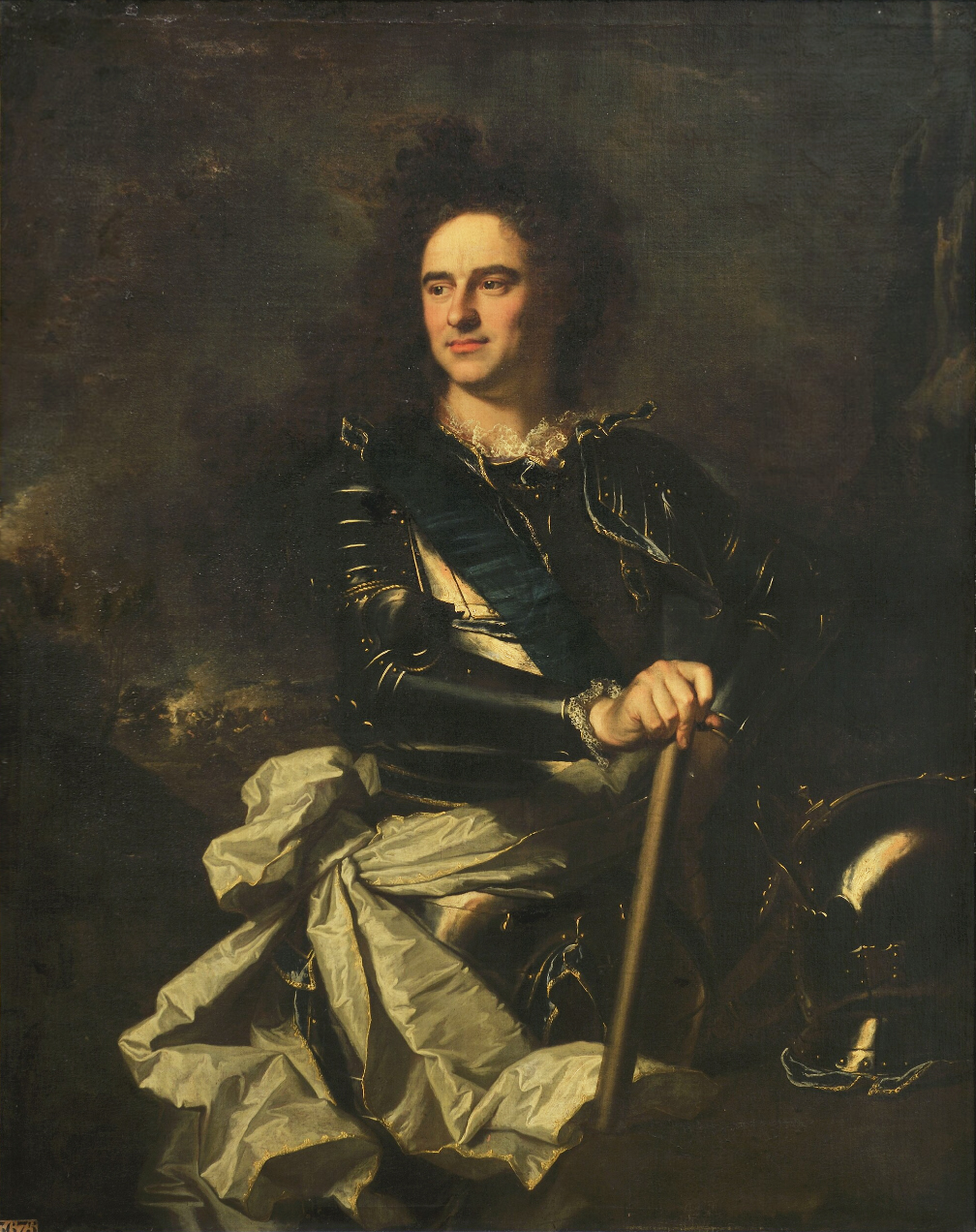
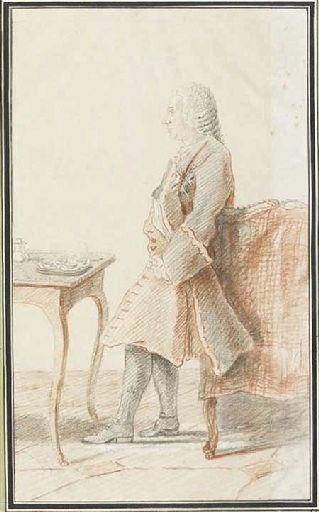
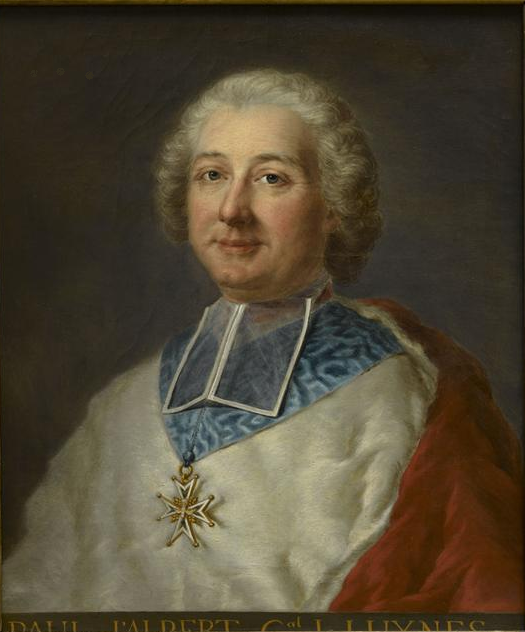
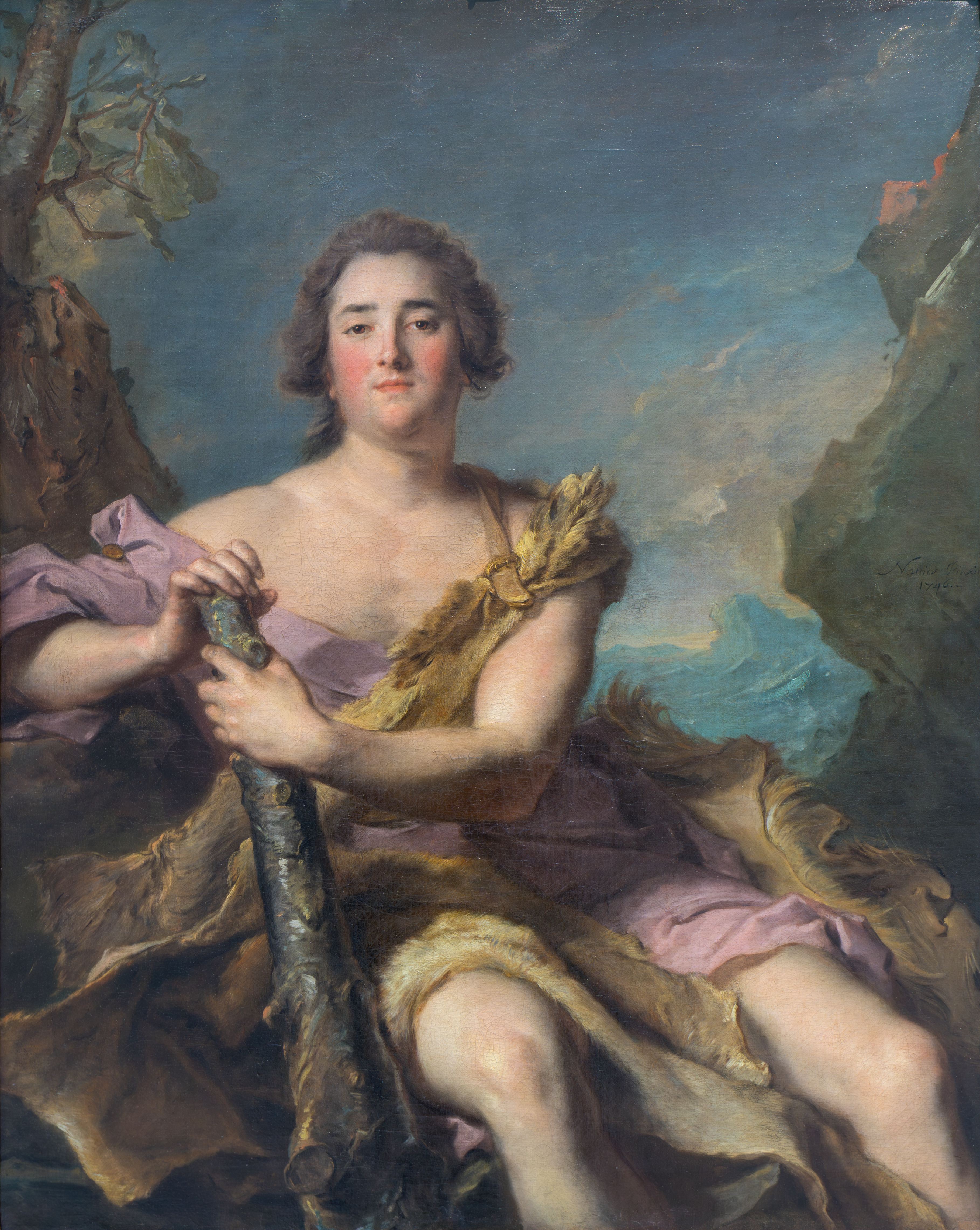
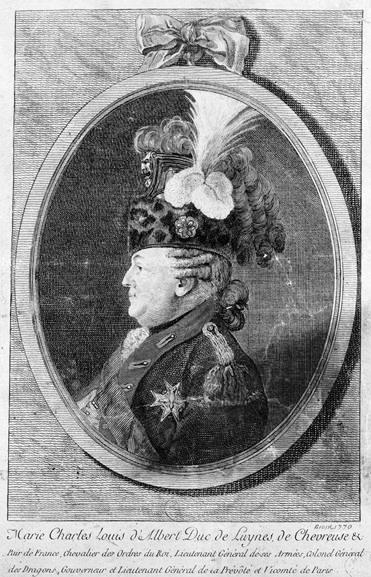
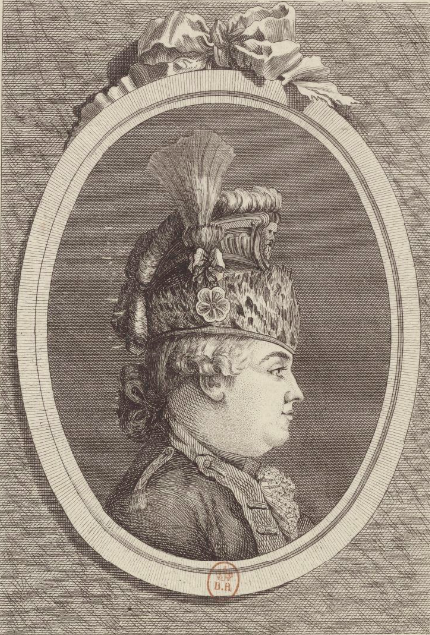
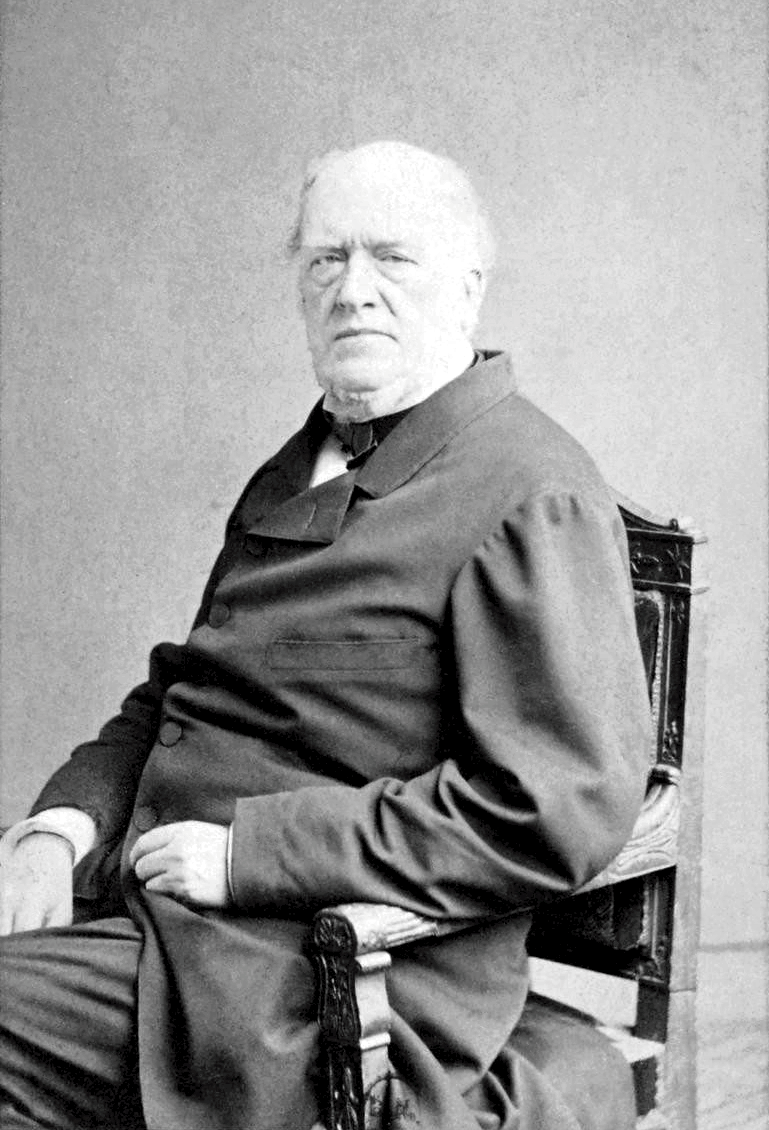

## Alliances
Les principales alliances de la famille d'Albert de Luynes sont : Félix (1427), Dauvergne (v.1440), de Malingris (1451), de Sarrats (1492), de Ségur (1525), de Rodulf (1573), Grimoard de Beauvoir du Roure (1599), de Rohan-Guéméné (1617, 1661, 1678), d'Ailly (1620), de Luxembourg-Saint-Pol (1620), de La Marck-Arenberg (1628), Séguier (1641), de Neufville (1646), Le Féron (1655), Colbert (1667), de Beaumanoir (1667, 1704), de Bournonville (1682), Scaglia (1683), d'Aligre (1685), de Montmorency-Luxembourg (1686), de Morstein (1693), Gouffier (1694),  de Courcillon, de Lévis (1698), de Guilhem de Castelnau (1698), de Sassenage (1698), de Bourbon-Soissons (1710), de Glymes (1715), Brûlart (1732), de Montmorency-Laval (1768, 1788), Pignatelli d'Egmont (1738), de Narbonne-Pelet (1802), de Contades (1843), du Ponceau (1848), de Sabran-Pontevès (1863), de La Rochefoucauld (1867), Galitzine (1875), de Crussol d'Uzès (1889 & 1894), de Noailles (1892), Shonts (1908), du Bourg de Bozas (1922), Lannes de Montebello (1923), de Corbel Corbeau de Vausserre (1926), Unzué (1934), Murat (1960), Le Gras du Luart de Montsaulnin (1962), Roussel (1973), Ubald-Bocquet (1999), Hottinguer.

## Filiation
Honoré d'Albert (†1592)[réf. à confirmer]
```
x Anne de Rodulf, fille d'Honoré de Rodulf, seigneur de Limans
 │
 ├──> François d'Albert (mort jeune)
 │
 ├──> 
Charles
 (1578-1621), 
1
er
 
duc de Luynes

 │    x 
Marie de Rohan-Guéméné
 (1600-1679)
 │    │
 │    └──> 
Louis Charles
 (1620-1690), 
2
e
 
duc
 de Luynes
 │         x (1) Louise Marie Séguier (1624-1651), marquise d'O
 │         │  │
 │         │  └──> 
Charles Honoré
 (1646-1712), duc de Chevreuse (1663), 
3
e
 
duc
 de Luynes
 │         │       x Jeanne Marie Colbert (†1732)
 │         │       │
 │         │       ├──> Charles Jean Baptiste (1667-1672)
 │         │       │
 │         │       ├──> Honoré Charles (1669-1704), duc de Chevreuse (1688)
 │         │       │    x Marie Anne Jeanne de Courcillon (†1718)
 │         │       │    │
 │         │       │    ├──> 
Charles Philippe
 (1695-1758), duc de Chevreuse (1704), 
4
e
 
duc
 de Luynes 
 │         │       │    │    x (1710) Louise Léontine de Bourbon (†1721), princesse de Neufchâtel
 │         │       │    │    │
 │         │       │    │    └──> 
Marie Charles Louis
 (1717-1771), 
5
e
 
duc
 de Luynes 
 │         │       │    │         │
 │         │       │    │         └──> 
ducs de Luynes et de Chevreuse
 jusqu'à aujourd'hui
 │         │       │    │
 │         │       │    └──> 
Paul
(1703-1788), archevêque de Sens
 │         │       │
 │         │       └──> Louis Auguste (1676-1744), 
4
e
 
duc
 de Chaulnes
 │         │            x Marie Anne Romaine de Beaumanoir de Lavardin 
 │         │            │
 │         │            ├──> Louis Marie (1705-1724), vidame d'Amiens
 │         │            │
 │         │            ├──> Charles François (1707-1731), 
5
e
 
duc
 de Chaulnes
 │         │            │    x Marie Sophie de Courcillon (†1756)
 │         │            │
 │         │            ├──> 
Michel Ferdinand
 (1714-1769), 
6
e
 
duc
 de Chaulnes
 │         │            │    x Anne Josèphe Bonnier de La Mosson 
 │         │            │    │
 │         │            │    └──> 
Marie Joseph Louis
 (1741-1792)), 
7
e
 
duc
 de Chaulnes
 │         │            │         x Marie Paule Angélique d'Albert de Luynes
 │         │            │
 │         │            ├──> Marie-Thérèse (1709-ap. 1732)
 │         │            │    x Louis de 
Rougé
 (1706-1732), marquis de 
Plessis-Bellière

 │         │            │
 │         │            └──> Marie Françoise (1710-1765)
 │         │
 │         x (2) Anne de Rohan (1644-1684)
 │            │
 │            ├──> 
Jeanne-Baptiste
 (1670-1736), comtesse de Verrue
 │            │
 │            ├──> Louis Joseph (1672-1758), comte d'Albert, prince de Grimberghe
 │            │    x Honorine Charlotte de Berghes de Montigny
 │            │    │
 │            │    └──> Thérèse Pélagie (†1736) 
 │            │
 │            └──> 
Charles Hercule
 (1674-1734), chevalier de Luynes
 │
 ├──> 
Honoré
 (1581-1649), 
1
er
 
duc de Chaulnes

 │    x (1620) Claire Charlotte Eugénie d'Ailly (†1681)
 │    │
 │    ├──> Henri Louis (1620-1653), 
2
e
 
duc
 de Chaulnes
 │    │
 │    ├──> 
Charles d'Albert
 (1625-1698), 
3
e
 
duc
 de Chaulnes
 │    │
 │    └──> Armand (1635-1656)
 │
 ├──> 
Léon
 (1582-1630), duc de Piney
 │    x Marie Charlotte de Luxembourg, duchesse de Piney
 │    │
 │    └──> Henri Léon (1630-1697), duc de Piney
 │
 ├──> Marie (†1686)
 │    x Claude de Grimoard de Beauvoir du Roure
 │
 ├──> Antoinnette (†1644)
 │    x 1605 Barthélemy, seigneur du Vernet
 │    x 1628 Henri-Robert de la Marck, seigneur du 
Bouillon
, fils de Charles-Robert (1541-1622), comte de Maulévrier
 │
 ├──> Louise (†1619)
 │    x Antoine de Villeneuve (1574-1682, à 
108 ans
), seigneur de 
Mons
, 
baron de Baux

 │
 └──> Anne, religieuse 
ursuline
```

## Armoiries
| Figure | Nom et blasonnement |
| ------ | --- |
|        | |
|        | Armes de Thomas d'Albert[réf. à confirmer] † 1455. D'azur à 4 chaînes d'argent, posées en sautoir, mouvantes d'un annelet d'argent en abîme, et aboutissantes dans les angles du quartier ; sur le tout, d'or au lion couronné et lampassé de gueules. |
|        | Maison d'Albert de Luynes (armes anciennes, XVIIe siècle) Ecartelé : - aux 1 et 4, d'or au lion couronné et lampassé de gueules (qui est d'Albert au comté de Nice) ; - aux 2 et 3, de gueules à neuf mâcles d'or (qui est de Rohan),. ou : Ecartelé : - aux 1 et 4, d'or au lion de gueules, armé, lampassé et couronné d'azur (qui est d'Albert au comté de Nice) ; - aux 2 et 3, de gueules à neuf mâcles d'or (qui est de Rohan),.                                                                     |
|        | Maison d'Albert de Luynes (armes modernes, à partir du XVIIIe siècle) Ecartelé : - aux 1 et 4, d'azur à 4 chaînes d'argent, posées en sautoir, mouvantes d'un annelet d'argent en abîme, et aboutissantes dans les angles du quartier (qui est d'Alberti de Calenaia) ; - aux 2 et 3, d'or au lion de gueules, armé, lampassé et couronné d'azur (qui est d'Albert au comté de Nice) ; - sur le tout, d'or au pal de gueules, chargé de trois chevrons d'argent (alias brochants) (qui est de Neuchâtel),. |

| Figure | Nom et blasonnement |
| ------ | --- |
|        | Charles d'Albert (1578-1621), premier duc de Luynes (1619) (favori de Louis XIII, pair de France (1619), maréchal de France, connétable de France, grand fauconnier de France, chevalier du Saint-Esprit). Ecartelé : aux 1 et 4, d'or au lion de gueules (qui est d'Albert au comté de Nice) ; aux 2 et 3, de gueules à neuf mâcles d'or (qui est de Rohan),. ou : Écartelé : I et IV, d'or, au lion de gueules, armé, lampassé et couronné d'azur (d'Albert) ; II et III, d'azur à deux loups rampant d'argent affrontés (de Ségur) ; sur-le-tout, de gueules à une masse d'armes d'or garnie de sable et posée en pal, au chef d'argent chargé d'un gonfanon de gueules (de Sarrats).                                                                   |
|        | Honoré d'Albert d'Ailly (1581-1649), 1er duc de Chaulnes (1621) (seigneur de Cadenet, qui épousa Claire Charlotte Eugénie d'Ailly, comtesse de Chaulnes, en janvier 1620) Écartelé : I et IV, d'or, au lion de gueules, armé, lampassé et couronné d'azur (d'Albert) ; II et III, d'azur à deux loups rampant d'argent affrontés (de Ségur) ; sur-le-tout, de gueules à une masse d'armes d'or garnie de sable et posée en pal, au chef d'argent chargé d'un gonfanon de gueules (de Sarrats) ; à la bordure engrêlée et écartelée d'azur et d'or. Puis : Écartelé : aux I et IV, d'or au lion de gueules, armé, lampassé et couronné d'azur (qui est d'Albert) ; aux II et III, de gueules au chef échiqueté d'azur et d'argent (qui est d'Ailly ancien). |
|        | Léon d'Albert, duc de Piney-Luxembourg (en 1620) (seigneur de Brantes, il devint duc de Piney-Luxembourg par son mariage en juillet 1620 avec Marguerite Charlotte de Luxembourg, duchesse de Piney). Écartelé : I et IV, d'or, au lion de gueules, armé, lampassé et couronné d'azur (d'Albert) ; II et III, d'azur à deux loups rampant d'argent affrontés (de Ségur) ; sur-le-tout, de gueules à une masse d'armes d'or garnie de sable et posée en pal, au chef d'argent chargé d'un gonfanon de gueules (de Sarrats) ; à la bordure écartelée de gueules et d'or. Puis : D'argent au lion de gueules à la queue fourchue passée en sautoir, armé, lampassé et couronné d'or.                                                                          |
|        | Louis Auguste d'Albert d'Ailly (1676-1744), 4e duc de Chaulnes (fils de Charles Honoré d'Albert de Luynes, duc de Luynes). De gueules, à deux branches d'alisier d'argent, passées en double sautoir, au chef échiqueté d'azur et d'argent (qui est d'Ailly moderne) ; sur le tout, d'or au lion de gueules (qui est d'Albert) alias pendant du chef. |
|        | Paul d'Albert de Luynes (1703-1788), cardinal-archevêque de Sens Évêque de Bayeux (1729-1753), puis archevêque de Sens (1753-1788), et créé cardinal le 5 avril 1756. Il est le fils cadet de Charles Honoré d'Albert de Luynes (1669-1704), duc de Chevreuse, et de Marie Anne Jeanne de Courcillon († 1718), et le petit-fils de Charles Honoré d'Albert (1646-1712), 3e duc de Luynes. D'or, au lion couronné et lampassé de gueules (qui est d'Albert). |
|        | - Marie-Charles-Louis d'Albert de Luynes, 5e duc de Luynes (1717-1771) ; - Louis-Joseph-Charles-Amable d'Albert de Luynes, 6e duc de Luynes (1748-1807), comte d'Albert, puis duc de Luynes, puis duc de Chevreuse et comte de Montfort, puis duc de Luynes et pair de France, comte de Dunois, baron de Bonnétable et seigneur de Langeais, colonel général des Dragons Écartelé : aux 1 et 4, d'Albert; aux 2 et 3, contre-écartelé : a) et d) de Bourbon-Soissons, b) et c) de Montmorency, sur le tout des quartiers 2 et 3, de Neufchâtel. |

## Postérité
- Albert (Somme), dont le nom provient de Charles d'Albert, duc de Luynes
- À Bonnétable : rue de Luynes
- À Châteaudun : rue de Luynes
- À Chevreuse : place de Luynes
- À Le Chesnay-Rocquencourt : square de Luynes
- À Luynes : avenue Louis Charles d'Albert Duc de Luynes
- À Lésigny : avenue de Luynes
- À Paris : rue de Luynes et square de Luynes